# Однолистная функция
Однолистная функция — комплексная функция {\displaystyle f(z)}, голоморфная или мероморфная в области {\displaystyle A\in \mathbb {C} } и являющаяся биективным отображением между множеством {\displaystyle A} и его образом {\displaystyle f(A)}.
Аналитическая функция {\displaystyle f} локально однолистна в точке {\displaystyle z_{0}}, если существует некоторая окрестность {\displaystyle {\mathcal {U}}_{z_{0}}}, где {\displaystyle f} однолистна (то есть {\displaystyle f'(z_{0})\neq 0}). Максимальная область однолистности для функции {\displaystyle f(z)} — это область {\displaystyle A\subset \mathbb {C} }, в которой {\displaystyle f(z)} однолистна, но в любой области {\displaystyle A'\supset A} функция уже не является однолистной.
Принцип однолистности: функция {\displaystyle f}, аналитичная в области {\displaystyle G}, которая продолжается непрерывно на жорданову кривую {\displaystyle \partial G} и осуществляет взаимно однозначное отображение {\displaystyle \partial G} на {\displaystyle f(\partial G)}, однолистна в {\displaystyle G}.

## Примеры
Функция {\displaystyle f:z\mapsto 2z+z^{2}} является однолистной в открытом единичном круге: из {\displaystyle f(z)=f(w)} следует, что {\displaystyle f(z)-f(w)=(z-w)(z+w+2)=0}, и так как {\displaystyle \left\vert z+w\right\vert <2}, то {\displaystyle f(z)=f(w)} лишь при {\displaystyle z=w}.